# Šuriansky park
Šurianský park (slovensky Šuriansky park) je chráněný areál v katastrálním území obce Šurianky v okrese Nitra v Nitranském kraji na Slovensku. Území bylo vyhlášeno v roce 1982 a jeho rozloha je 0,95 hektaru. Předmětem ochrany je historický park ve středu vesnice u šurianského zámku.